# Canaima merida
Canaima merida là một loài nhện trong họ Pholcidae. Loài này được phát hiện ở Venezuela.